# Acido calcitroico
L'acido calcitroico (1α-idrossi-23-carbossi-24,25,26,27-tetranorvitamina D3) è un metabolita principale della 1α, 25-diidrossivitamina D3 (calcitriolo). Spesso sintetizzato nel fegato e nei reni, l'acido calcitroico viene prodotto nel corpo dopo che la vitamina D è stata prima convertita in calcitriolo, un prodotto intermedio nella fortificazione dell'osso attraverso la formazione e la regolazione del calcio nel corpo. Si ritiene che queste vie gestite dal calcitriolo siano inattivate tramite la sua idrossilazione da parte dell'enzima CYP24A1, chiamato anche calcitriolo 24-idrossilasi. In particolare, si pensa che sia la via principale per inattivare i metaboliti della vitamina D. 
L'idrossilazione e l'ulteriore metabolismo del calcitriolo nel fegato e nei reni producono acido calcitroico, un composto idrosolubile che viene escreto nella bile. 
Una recente revisione ha suggerito che le attuali conoscenze sull'acido calcitroico sono limitate e sono necessari ulteriori studi per identificare il suo ruolo fisiologico.
Nel caso in cui venga utilizzata una maggiore concentrazione di questo acido in vitro, gli studi hanno determinato che l'acido calcitroico si lega al recettore della vitamina D (VDR) e induce la trascrizione genica.
In vivo, studi hanno determinato che l'acido calcitroico, insieme alla citrullina, può essere utilizzato per quantificare la quantità di radiazioni ionizzanti a cui un individuo è stato esposto.